# 제1차 세계 대전 기간의 전략 폭격

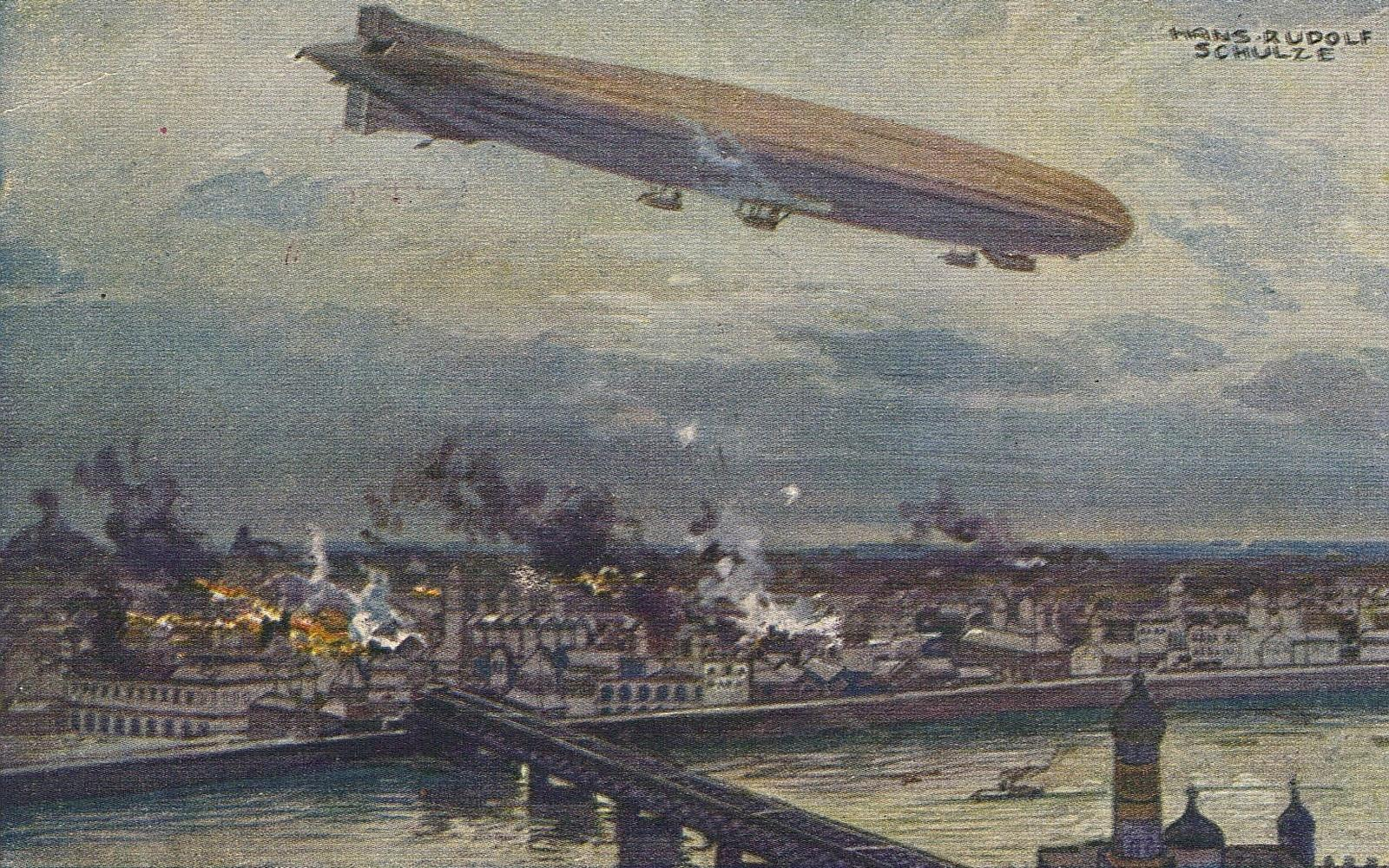
1914년 바르샤바를 폭격하는 독일의 쉬테 란츠 SL2 비행선

제1차 세계 대전 중 전략폭격(1914년 7월 28일 ~ 1918년 11월 11일)은 주로 삼국협상 측의 영국과 프랑스 제3공화국, 그리고 동맹국 측의 독일에 의해 수행되었다. 제1차 세계 대전의 대부분의 참전국들은 결국 어떤 형태로든 전략폭격에 참여했다. 적의 사기를 꺾기 위해 도시의 공중 폭격은 전쟁 초기 독일군에 의해 도입되었다. 독일을 공격하기 위한 다국적 공군이 계획되었으나 실현되지는 않았다.
초기의 전략폭격 시도는 제1차 세계 대전 중에 특수 폭격기 항공기 개발로 이어졌다. 처음에는 폭탄이 손으로 투하되고 육안으로 조준되었지만, 전쟁이 끝날 무렵에는 폭격 조준기가 개발되었다. 공습 경보와 대피소의 도입은 제1차 세계 대전으로 거슬러 올라가며, 대공포의 설계와 협력적인 공중 방어 방법의 개발도 마찬가지이다. 전간기 동안 전략폭격의 많은 지지자들, 예를 들어 이탈리아의 줄리오 두에, 미국의 빌리 미첼, 영국의 휴 트렌처드는 제1차 세계 대전 중에 항공기를 지휘했다. 전쟁 중과 전쟁 후의 항공기 기술 발전은 많은 사람들에게 "폭격기는 항상 뚫고 들어갈 것이다"라는 믿음을 주었고, 이러한 믿음은 제2차 세계 대전 중 전략폭격 계획에 영향을 미쳤다.

## 독일
역사상 최초의 전략폭격은 또한 공중에서 도시에 폭탄이 투하된 최초의 사례였다. 1914년 8월 6일 독일 체펠린 비행선이 벨기에 도시 리에주를 폭격했다. 전쟁 첫 달 안에 독일은 영국의 항구 도시 폭격을 위해 실제로 항공기 부대인 "오스텐드 전서구 부대"를 창설했다. 제1차 마른강 전투 동안, 파리 (프랑스) 상공에서 항공정찰 임무를 수행하던 독일 조종사는 타우베를 타고 정기적으로 도시에 폭탄을 투하했다. 첫 번째 공습에서는 5개의 소형 폭탄과 파리와 프랑스 국가의 즉각적인 항복을 요구하는 쪽지가 투하되었다. 서부 전선 (제1차 세계 대전)이 안정화되기 전에 독일 항공기는 파리에 50개의 폭탄을 투하하여 노트르담 대성당에 약간의 피해를 입혔다.

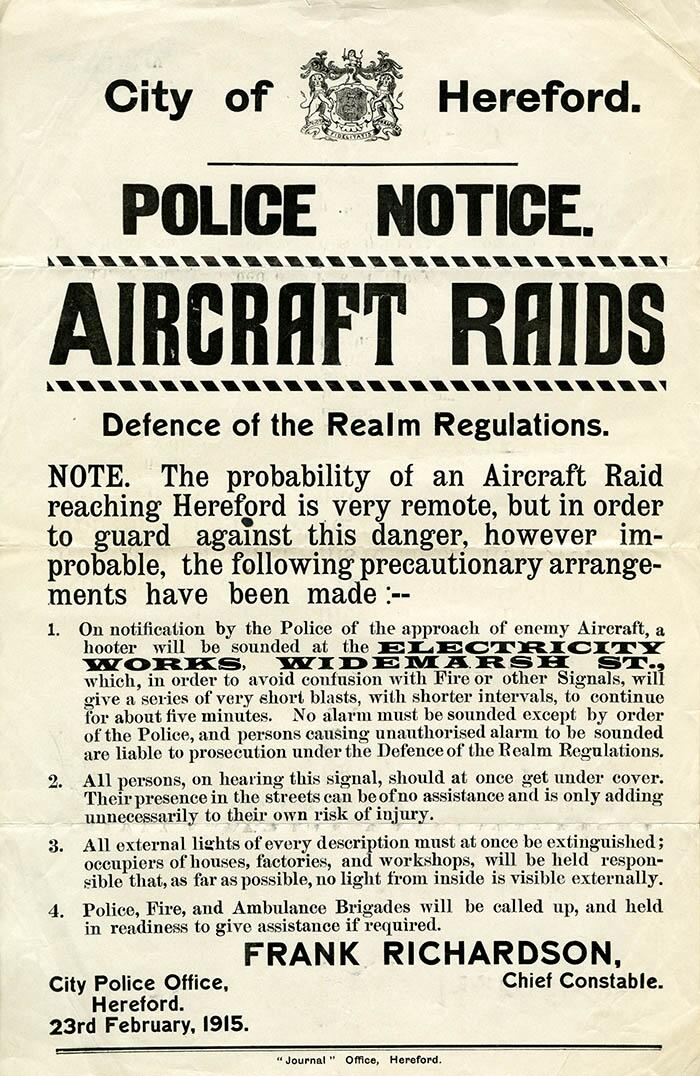
1915년 2월, 영국 도시 헤리퍼드에 대한 공습 가능성을 경고하는 포스터

최초의 장기간 전략폭격 작전은 독일 제국의 비행선 함대에 의해 영국에 대해 수행되었는데, 당시 비행선은 기지에서 멀리 떨어진 곳에서 그러한 지속적인 활동을 할 수 있는 유일한 항공기였다. 이 작전은 1915년 1월 7일 빌헬름 2세 독일 황제에 의해 승인되었으며, 그는 영국 왕실 친척들이 다칠 것을 우려하여 런던에 대한 공격을 금지했다. 이러한 제한은 영국군의 독일 도시 공격 이후 5월에 해제되었다. 영국에 대한 첫 공격은 1월 19일에 있었고, 야머스 지역과 킹스린을 강타했다. 영국에서는 제플린 비행선이 실제 사용되기 전부터 전쟁 무기로서의 두려움이 있었다. 심지어 전쟁 전에도 영국 대중은 "제플린 비행선 공포증"에 사로잡혔다.
체펠린 비행선은 비행기에 비해 너무 비싸고, 너무 크고 느린 목표물이며, 수소 가스가 너무 인화성이 강하고, 악천후, 대공포 사격(5,000피트 이하), 그리고 소이탄으로 무장한 요격기(10,000피트까지)에 너무 취약하다는 것이 입증되어 제국 독일 육군 (라이히스헤어)은 1916년에 사용을 포기했다. 제국 독일 해군 (카이저리히 마리네)은 주로 북해 상공의 정찰을 위해 비행선을 사용했으며, 1918년까지 영국을 폭격했다. 총 51회의 영국 공습이 수행되었으며, 마지막 공습은 1918년 5월 해군에 의해 이루어졌다. 영국의 비행선 폭격이 가장 격렬했던 해는 1916년이었다. 1916년 12월, R급 체펠린 비행선 두 대가 Wainoden에서 이륙하여 상트페테르부르크를 폭격하려 했다. 한 대는 악천후로 인해 불시착하여 수리 불가능할 정도로 손상되었고, 다른 한 대는 엔진 문제로 인해 목표에 도달하기 전에 회항했다. 상트페테르부르크를 폭격하려는 추가 시도는 없었다. 독일은 전쟁 중 125대의 비행선을 사용했으며, 절반 이상을 잃고 승무원의 40%가 소모되어 독일군 중 가장 높은 손실률을 기록했다.
1917년 5월, 독일군은 고타 G.IV를 사용하여 영국에 대한 중폭격기 공격을 시작했으며, 나중에 Riesenflugzeug("거대 항공기")를, 주로 체펠린-슈타켄 회사에서 제작한 것을 보강했다. 이 공습의 목표는 산업 시설과 항만 시설, 정부 건물이었지만, 폭탄 중 군사 목표를 맞춘 것은 거의 없었으며, 대부분 사유지에 떨어져 민간인을 살해했다. 영국의 독일 전략폭격 캠페인은 전쟁 중 가장 광범위했지만, 실제 피해 측면에서는 대체로 비효율적이었다. 단 300톤의 폭탄이 투하되어 £2,962,111의 물질적 피해와 1,414명의 사망자, 3,416명의 부상자가 발생했으며, 이 수치에는 대공포 파편으로 인한 피해도 포함된다. 그러나 1917년 가을에는 30만 명이 넘는 런던 시민들이 폭격으로부터 대피했으며, 산업 생산량은 감소했다.

## 영국
영국 왕립 해군 항공대(RNAS)는 1914년 9월 22일과 10월 8일에 첫 번째 협상국 전략폭격 임무를 수행하여 쾰른과 뒤셀도르프의 체펠린 기지를 폭격했다. 비행기에는 20파운드 폭탄이 실려 있었고, 최소한 한 대의 비행선이 파괴되었다. 1914년 11월 21일, RNAS는 보덴호를 건너 프리드리히스하펜과 루트비히스하펜의 체펠린 공장을 폭격했다. 12월 25일, 쿠크스하펜 공습은 선박에서 발진한 수상기에 의한 전략 목표에 대한 최초의 공격이었다. RNAS는 또한 1915년과 1917년에 콘스탄티노폴리스를 공격했다. 비행사 존 앨콕은 이 임무 중 하나에서 불시착하여 포로가 되었다. 1917년 10월 18일, 영국군은 모스크를 공격하여 54명의 오스만 민간인을 살해했다. 전쟁이 끝날 무렵, 독일의 도움을 받아 오스만군은 콘스탄티노폴리스에 대공 방어 시스템을 구축했다.
1918년 윌리엄 위어 공군협의회 의장이 휴 트렌처드에게 전략폭격 중 정확도에 대해 걱정할 필요가 없다고 말했을 때, 장군은 "모든 조종사들은 일반적으로 도시 한가운데에 폭탄을 떨어뜨린다"고 답했다. 1918년 4월 1일 영국 왕립 공군 창설 후, 데이비드 로이드 조지 영국 총리는 독일의 공습에 대해 "복리 이자"로 갚겠다고 약속했다. 7월 19일, 역사상 최초의 항공모함 기반 공습인 톤데른 공습이 톤데른의 독일 체펠린 기지에 대해 개시되었다.
1918년 6월 6일, 영국은 휴 트렌처드 소장 휘하의 독립군을 편성하여 독일 영토 깊숙한 산업 목표물을 대상으로 하는 장거리 폭격을 수행했다. 임무는 드 하빌랜드 DH.9와 핸들리 페이지 O/400으로 수행되었지만, 베를린에 7,500파운드의 폭탄을 투하하도록 설계된 영국의 4발 엔진 핸들리 페이지 V/1500 폭격기가 취역하기 전에 전쟁이 끝났다. 궁극적으로 독일 도시에 대한 보복 폭격은 영국 도시가 아닌 프랑스 도시에 대한 독일의 보복을 야기했으며, 이는 그러한 폭격 전략과 서부 전선에서 자원 할당에 대한 영국과 프랑스 지도부 간의 불일치로 이어졌다. 영국은 독일에 660톤의 폭탄을 투하했는데, 이는 독일이 영국에 투하한 양의 두 배 이상이었다. 11월로 예정되었던 베를린에 대한 첫 공습은 휴전으로 취소되었다.

## 프랑스

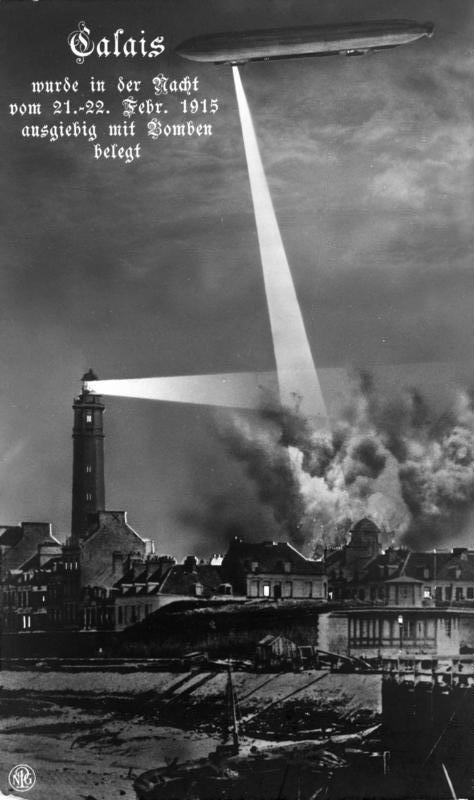
1915년 2월 21일~22일 밤 칼레를 폭격하는 독일 비행선

프랑스는 1914년 9월에 전략폭격 부대인 제1 폭격 비행단(GB1)을 창설했다. 프랑스군은 독일군에 점령된 자국 영토의 목표물을 폭격하는 것을 꺼렸으며, 프랑스 도시들이 독일 폭격기의 사정권 안에 있었기 때문에 영국보다 독일의 보복을 더 경계했다. 그럼에도 불구하고, GB1은 전선 훨씬 뒤를 공습하여 독일의 보급망과 병력 집중을 목표로 삼았는데, 이는 프랑스 육군에 서부 전선에서 직접적인 지원을 제공하기 위한 전략이었다. 프랑스군은 경폭격기를 선호했으며, 종종 정찰기를 개조하여 사용했다. 1917년의 브레게 14는 1926년까지 생산되었다.
1914년 12월 4일, 프랑스 조종사들은 프라이부르크임브라이스가우에 폭탄을 투하하여 도시를 폭격한 최초의 협상국 폭격을 수행했다.

## 이탈리아
1911년 11월 1일 이탈리아-튀르크 전쟁 중에 이탈리아 왕국은 줄리오 가보티가 튀르크가 점령한 오스만령 리비아 사막의 진지에 손으로 폭탄을 투하함으로써 역사상 최초의 공중 군사 임무를 수행했다. 제1차 세계 대전 중에 이탈리아는 프랑스와 마찬가지로 민간인 밀집 지역을 폭격하는 것을 원치 않았다. 이는 명백한 목표물 중 상당수가 이탈리아 거주민이 많거나 전쟁 후 이탈리아가 합병할 계획이 있는 영토에 있었기 때문이다. 러시아와 마찬가지로 이탈리아도 전쟁에 참전하기 전에 중폭격기를 보유하고 있었는데, 조반니 바티스타 카프로니는 1914년에 4개의 평범한 폭탄을 실을 수 있는 다중 엔진 카프로니 Ca.1을 제작했다.
1915년 8월, Ca.1은 이탈리아 육군 항공대의 21° 스쿼드리글리아에 배치되었다. 1915년 10월~11월, Ca.1은 오스트리아-헝가리 철도와 보급창을 공격했다. 전쟁 후반에는 안살도 SVA 항공기가 사진 정찰 및 공격 작전을 수행했는데, 1918년 2월 28일 폰테산피에트로에서 4대의 항공기를 출격시켜 인스브루크를 공격하고 철도 조차장을 기총소사 및 폭격했다. 볼차노와 함께 인스브루크는 1918년 10월 29일 SVA 폭격기의 공습 목표가 다시 되었다.
가브리엘레 단눈치오의 1918년 8월 비엔나 상공 비행은 폭탄을 가지고 돌아오겠다고 위협하는 전단지만을 뿌렸다. 전쟁이 끝나기 전까지 두 번째 공습은 일어나지 않았다.

## 러시아
러시아 제국은 전쟁 첫 해에 운용 가능한 유일한 장거리 중폭격기인 시코르스키 일리야 무로메츠(IM)를 보유하고 있었다. 이 항공기는 1,100파운드의 폭탄을 싣고 폭탄 적재량을 줄이면 5시간 동안 공중에 머무를 수 있었다. 1914년 8월 러시아군은 4대의 시코르스키기를 전략폭격 전담 부대에 편제하여 12월에 바르샤바 근처에 주둔시켰다. 도시는 동부 전선의 주요 목표물이 아니었다. 주요 목표는 보급창, 병력 집중 지역, 그리고 특히 철도 조차장 및 역과 같은 교통망이었다. 러시아가 전쟁에서 물러난 1918년 3월까지 약 70대의 일리야 무로메츠가 제작되었으며, 이들은 동부 전선 전체를 따라 350회 이상의 폭격 또는 정찰 임무를 수행했다.
1915년 8월, 러시아 항공기는 콘스탄티노폴리스를 폭격하여 41명의 오스만 시민을 살해했다.

## 오스트리아-헝가리
오스트리아-헝가리에 의한 전략폭격은 제한적이었고, 주로 아드리아해 연안의 이탈리아 목표물에 국한되었다. 그럼에도 불구하고 풀라 (크로아티아)에 주둔한 오스트리아-헝가리 조종사들은 이탈리아 전선이 도시에서 몇 마일 이내로 진격한 후 베네치아 상공으로 42회의 폭격 임무를 수행했다. 페로비아 기차역 근처의 키에사 델리 스칼치는 조반니 바티스타 티에폴로의 천장 프레스코화 두 점을 포함하여 피해를 입었다. 특히 심각한 공습은 1918년 2월 27일에 수행되었는데, 베네치아 중심부를 강타하여 많은 베네치아인들이 주데카와 리도로 피신하게 했다. 1915년 9월에 랄프 커티스가 이자벨라 스튜어트 가드너에게 보낸 편지에는 베네치아인들이 폭격 중 어떻게 통제를 실시했는지 설명한다.

풀라에서 온 모기들이 거의 매 맑은 밤마다 윙윙거리며 날아와 30분 정도 폭탄을 투하한다. . . . 베네치아는 깊은 상복을 입은 사랑스러운 프리마 돈나와 같다. 모든 금빛 천사들은 더러운 회색으로 칠해진 자루 옷을 입고 있다. 빛나는 모든 것은 덮여 있다. 밤에는 암흑시대처럼 모든 것이 검다. "세레노스"는 30분마다 "모든 것이 잘 되고 있다"고 외친다. 그러나 위험이 신호되면 전등은 끊어지고, 사이렌이 울리고, 대포 폭탄이 폭발하고, 도시 전체가 말뚝 위에서 흔들린다. 다니엘리를 제외한 모든 호텔은 병원이다.

베네치아 작가 알비세 초르지는 "베네치아 관습과 문화의 연속성의 최종 단절"을 오스트리아-헝가리 폭격 캠페리에 돌린다.

## 내용주
1. 1 2 3 4 5 6 7 8 9 10 11 12
2. 1 2 3 4 5 6 7 8 9 10 11
3. 1 2 3 4
4. 1 2 3

## 참고 문헌
- Cole, Christopher; Cheeseman, E. F. (1984). 《The Air Defence of Britain, 1914–1918》. London: Putnam. ISBN 0-370-30538-8.
- Doody, Margaret (2007). 《Tropic of Venice》. Philadelphia: University of Pennsylvania Press. ISBN 978-0-81223-984-3.
- Harvey, A. D. (2000). 《Bombing and the Air War on the Italian Front, 1915–1918》. 《Air Power History》 47. 34–39쪽.
- Gray, Peter; Thetford, Owen (1962). 《German Aircraft of the First World War》. London: Putnam. OCLC 2310617.
- Gregory, Adrian (2016). 《Imperial Capitals at War: A Comparative Perspective》. 《The London Journal》 41. 219–232쪽. doi:10.1080/03058034.2016.1216757. S2CID 159919691.
- Lamberton, William Melville (1962). 《Reconnaissance and Bomber Aircraft of the 1914–1918 War》. Aero Publishers. OCLC 462209026.
- Madison, Rodney (2005). 〈Air Warfare, Strategic Bombing〉. 《The Encyclopedia of World War I: A Political, Social and Military History》 1. Santa Barbara: ABC-CLIO. 45–46쪽. ISBN 1851094202.
- Robinson, Douglas H. (1971). 《The Zeppelin in Combat》 3판. Henley-on-Thames: Foulis. ISBN 0-85429-130-X.
- Tilford, Earl H. Jr. (1996). 〈Air Warfare: Strategic Bombing〉. 《The European Powers in the First World War: An Encyclopedia》. Santa Barbara: ABC-CLIO. 13–15쪽. ISBN 0-81533-351-X.

## 더 읽어보기
- Kennett, Lee (1982). 《A History of Strategic Bombing》. New York: Scribner. ISBN 0-68417-781-1.
- Kennett, Lee (1991). 《The First Air War, 1914–1918》. London: Putnam. ISBN 0-02917-301-9.